# كيفن هاميلتون
كيفن هاميلتون (بالإنجليزية: Kevin Hamilton)‏ هو قاضي صلح ‏ وسياسي أسترالي، ولد في 12 أبريل 1938. حزبياً، نشط في حزب العمال الأسترالي (فرع جنوب أستراليا) ‏. وقد انتخب عضو مجلس النواب جنوب أستراليا من الجمعية عن دائرة Electoral district of Albert Park (South Australia) ‏ وقد انضم خلال فترته النيابية (15 سبتمبر 1979 – 11 ديسمبر 1993) للكتلة البرلمانية حزب العمال الأسترالي (فرع جنوب أستراليا) ‏.